# Cerkiewnik
Cerkiewnik (dawniej niem. Münsterberg) – wieś w Polsce położona w województwie warmińsko-mazurskim, w powiecie olsztyńskim, w gminie Dobre Miasto. Założona w 1383 roku wieś była własnością biskupów warmińskich. W latach 1975–1998 miejscowość administracyjnie należała do województwa olsztyńskiego. Wieś znajduje się w historycznym regionie Warmia.
Wieś położona jest w dolinie Łyny, nad jeziorem Limajno i Stobajno. Cerkiewnik otoczony jest lasami nadleśnictwa Kudypy. Przeważają tu lasy liściaste z bukiem, dębami, jesionem, olchą, sosną i świerkiem. W okolicznych lasach i zbiornikach wodnych występują dziki, kormorany, czaple siwe, bobry, wydry. Cerkiewnik (Münsterberg, przez mieszkańców nazwany był Miłą Górą) położony jest 4 km od drogi krajowej nr 51 Bartoszyce-Olsztyn. W pobliżu, za torami kolejowymi, wzgórze zwane "kapeluszem" (grodzisko pruskie).
W miejscowości jest przystanek kolejowy Cerkiewnik.

## Historia
Cerkiewnik lokowany był w 1383 r. na 70 włókach przez biskupa warmińskiego Henryka Sorboma. W roku 1397 wieś przeszła na własność kapituły kolegiackiej w Dobrym Mieście. W 1454 r. ludność z Cerkiewnika i z Dobrego Miasta zburzyła pałac biskupa w Smolajnach, gdyż ówczesny biskup popierał Krzyżaków. Podczas wojny polsko-krzyżackiej w latach 1519–1521 wieś została zniszczona a 23 włóki leżały odłogiem (straciły swoich gospodarzy). W XVI w. wieś została odbudowana ze zniszczeń wojennych. Z lasów w okolicach Cerkiewnika wysyłano modrzewie do budowy masztów dla floty kaperskiej króla Zygmunta Augusta. Do roku 1525 kościół w Cerkiewniku był filią parafii w Kwiecewie, która należała do archiprezbiteriatu dobromiejskiego. W roku 1783 w Cerkiewniku znajdowało się 50 chałup. Pod koniec XVIII w. mieszkańcy Cerkiewnika zatrudnili syna nauczyciela z Kawkowa – Kaspra Terlickiego w celu nauczania języka polskiego. W Kawkowie był nauczycielem i organistą. W 1796 r. otrzymał we Fromborku zaświadczenie o należytym przygotowaniu do zawodu nauczycielskiego (z zaznaczeniem, ze mówi i pisze dobrze po polsku i po niemiecku). Do szkoły w Cerkiewniku uczęszczały także dzieci z Buchwałdu i Barkwedy.
W roku 1818 Cerkiewnik zamieszkiwało 296 osób. W 1846 we wsi było 399 mieszkańców (wszyscy katolicy). W 1871 r. Cerkiewnik miał 552 mieszkańców (w tym 138 ewangelików, 298 katolików, 59 Żydów). W 1912 r. ponownie powstała parafia katolicka.
W 1939 r. we wsi zamieszkiwało 578 osób. Po II wojnie światowej część ludności wyemigrowała do Niemiec, z kolei w ramach akcji kolonizacyjnej do wsi przybyli mieszkańcy Wileńszczyzny i Mazowsza. W 1978 r. w Cerkiewniku mieszkało 528 osób, a na początku XXI wieku około 760. W 2010 r. we wsi mieszkały 425 osoby (226 kobiet i 199 mężczyzn).

## Architektura i zabytki
Wieś jest typem wsi okolnicowej, przekształcona czasem w łańcuchówkę. We wsi dominuje architektura tak zwanej „poniemieckiej” zabudowy, z czerwonej cegły, otynkowane bądź z murem pruskim. Ciekawe pod względem architektonicznym są również inne obiekty takie jak: budynek plebanii, budynek szkoły (dawniej szkoła niemiecka, budynek dwukondygnacyjny z czerwoną dachówką), sklep ze świetlicą, dworzec z czerwonej cegły, dziś zaniedbany, wtórnie otynkowany.
- Kościół parafialny, położony na niewielkim wzniesieniu, pw św. Katarzyny – pierwsze wzmianki pochodzą ze średniowiecza. Jest to budowla neogotycka, nawiązująca do form średniowiecznej architektury warmińskiej. W 1687 był przebudowany a 4 grudnia 1699 bp Andrzej Załuski konsekrował ku czci św. Katarzyny. Po pożarze z 1819 r. wybudowano go ponownie w 1852 r., konsekrowany przez bp Filipa Krementza ku czci św. Katarzyny i św. Anny. Kościół jest murowany z cegły, na planie prostokąta, z wieżą od zachodu i szczytem od wschodu. Dzwonnica jest nakryta dachem dwuspadowym i sterczynowymi szczytami[5]. Wystrój i wyposażenie jest pseudobarokowe. Ołtarze boczne i ambonę wykonał Karol Jaroszewicz z Ornety w latach 1851–1852[6]. Kościół położony jest na wzniesieniu, otoczony starym cmentarzem i wiekowymi lipami.
- Pomnik upamiętniający ofiary I wojny światowej,
- „Kapliczka pod gruszą” położona jest przy drodze, zbudowana z czerwonej cegły, dach jest dwuspadowy pokryty dachówką, zwieńczony sterczynkami. Z dwóch stron kapliczka posiada metalowy krzyż i figurkę NMP (wcześniej detale były inne, o czym świadczą liczne spękania).
- „Kapliczka pod świerkiem” jest otynkowana (zbudowana z czerwonej cegły),
- „Kapliczka pod lipami” z XX w. (z czerwonej cegły),
- Kapliczka „Ave Maryja” (znajduje się na prywatnej posesji, zbudowana z czerwonej cegły).
- Zniszczony i zaniedbany dworek.

W okolicy występują również zabytki archeologiczne, stare grodzisko, kamienie narzutowe, kurhany. Ślady osadnicze datowane są na I tysiąclecie p.n.e. (schyłek epoki brązu i wczesna epoka żelaza).
Najczęstszy kształt działki zbliżony jest do prostokąta o pow. ok. 2000 m². Ten typ występuje w przypadku około 15 działek. Wyróżnić można kilka wariantów: – działki o większej powierzchni, co jest związane z wydłużeniem granicy działki, bądź mniejsze (zwężenie i skrócenie działek). Czasami kształtem przypominają regularny czworokąt.
W Cerkiewniku występują dwa typy zagród. W pierwszym typie, najczęściej spotykanym w tej wsi, dom stoi równolegle do ulicy z wejściem usytuowanym od ulicy, jakkolwiek czasami spotykane jest również wejście od podwórza gospodarczego. Wjazd na działkę znajduje się z prawej lub lewej strony domu. W niektórych wariantach obecny jest inny układ budynków gospodarczych, bądź brak któregoś z nich. W drugim typie (rzadziej spotykanym) dom mieszkalny stoi prostopadle do ulicy, a wejście znajduje się od podwórza. Budynki gospodarcze usytuowane są równolegle granicy działki, natomiast wjazd na działkę jest od strony wejścia do domu. W wariantach tego typu zabudowy dom mieszkalny jest usytuowany po przeciwnej stronie pierwotnego położenia.
Układ funkcjonalny jest bardzo zbliżony we wszystkich zagrodach. Przed domem mieszkalnym znajduje się przedogródek z roślinami zielnymi i krzewami (zazwyczaj jest to sumak octowiec, śliwa ałycza). Sad zlokalizowany jest tuż przy domu mieszkalnym, w niektórych przypadkach sam może zastępować przedogródek. W układzie przestrzennym zagrody wyraźnie zaznaczone jest podwórze gospodarcze.
Budynki mieszkalne są prostymi w kształcie, zazwyczaj założone są na planie prostokąta, natomiast proporcje wysokości dachu do pozostałej części budynku wynoszą około 2:3. Dach jest dwuspadowy o nachyleniu 30º, pokryty ceramiczną dachówką. Budynki mieszkalne są najczęściej dwukondygnacyjne, występuje poddasze i strych. Pod okapem występują ozdobne gzymsy.
Zabudowania gospodarcze, założone na planie prostokąta, proste w budowie z dwuspadowym dachem. Ściana szczytowa najczęściej jest drewniana. Pozostałe ściany są murowane i otynkowane. Występuje również tak zwany mur pruski, w którym ścianka kolankowa o wysokości ok. 60 cm, wykonana jest z drewnianych belek, a przestrzenie między nimi wypełnione są murem z czerwonej cegły. W oknach i drzwiach są łukowate nadproża.